# تقرير المساواة بين الجنسين في خطة التنمية المستدامة لعام 2030
في أيلول/سبتمبر 2015، اعتمدت الدول الأعضاء في الأمم المتحدة البالغ عددها 193 دولة خطة التنمية المستدامة لعام 2030 . وتتناول خطة عام 2030، التي تتألف من 17 هدفاً من أهداف التنمية المستدامة، و 196 غاية و 232 مؤشرًا، نطاقًا واسعًا من التحديات العالمية، وتهدف إلى القضاء على الفقر وخفض أوجه انعدام المساواة المتعددة والمتقاطعة والتصدي لتغير المناخ وإنهاء النزاع واستدامة السلام. وبفضل الجهود المستمرة من المدافعين عن حقوق المرأة من شتى أنحاء العالم، أصبح الالتزام بالمساواة بين الجنسين بارزًا وشاملً ومتعدد المجالات. واستنادًا إلى الالتزامات والمعايير المتضمنة في إعلان ومنهاج عمل بيجين واتفاقية القضاء على جميع أشكال التمييز ضد المرأة (الأمم المتحدة السيداو CEDAW) فإن خطة عام 2030 تتخذ موقفًا واضحًا: لن تكون التنمية مستدامةً إلا إذا اكتُسِبَت فوائدها على قدم المساواة لكل من النساء والرجال، ولن تصبح حقوق المرأة حقيقةً واقعةً إلا إذا كانت جزءًا من الجهود الأعم لحماية الكوكب وضمان أن يستطيع جميع البشر العيش بكرامة واحترام.
بعد مضى أكثر من عامين منذ بدء تنفيذ خطة عام 2030 ، يُحصي تقرير الرصد العالمي، الصادر عن هيئة الأمم المتحدة للمرأة، الاتجاهات والتحديات المستمرة استنادًا إلى الأدلة والبيانات المتاحة. وهو يستخدم نهجًا في الرصد ينظر إلى كلٍ من النتائج (الأهداف والغايات) والوسائل (السياسات والعمليات) اللازمة لتحقيق المساواة بين الجنسين في سياق خطة عام 2030 . يرمى هذا النهج إلى تمكين الدول الأعضاء وغيرها من أصحاب المصلحة من تتبع التقدم المُحرز بأسلوب شامل ودعم مناصري حقوق المرأة للمطالبة بالمساءلة عن الالتزامات تجاه المساواة بين الجنسين أثناء تقدم عملية التنفيذ. وفي أفضل صوره، يقدم الرصد المراعي لاعتبارات النوع الاجتماعي تقييمًا قويًا وشفافًا للتقدم المحرز والفجوات والاختناقات التي يمكن أن تُثري بالمعلومات النقاش الدائر حول أوجه النجاح والفشل وأن تدعم التعلّم بشأن الأمور الناجحة لتحقيق المساواة بين الجنسين والمواضع التي تحتاج إلى تصحيح المسار. ولكن حلقة التغذية العكسية هذه لا تعمل بشكل آلي. وكما يظهر التقرير، سيتطلب تفعيل كل امرأة وفتاة بإيجابية ثورة ليس فقط في البيانات الخاصة بالنوع الاجتماعي ولكن في السياسات والبرامج والمساءلة أيضًا. ويقدم التقرير توصيات محددة بشأن كيفية تحقيق الاتساق بين أبعاد التنفيذ هذه وبين الرؤية الجريئة لخطة عام 2030 .

## تحديات في السياق العالمي
تزداد معدلات الاستخراج الواسع النطاق للموارد الطبيعية ، ومعدلات التغيرات المناخية والتدهور البيئي بصورة مسبوقة مما يقوِّض سبل العيش لملايين من النساء والرجال ولا سيما في العالم النامي. ويظل الاقتصاد العالمي غير مُستقر بعد ما يقرب من عقد كامل من الأزمات والكساد وتدابير التقشف التالية لهما. وتستمر السياسات الاقتصادية التقليدية في تعميق انعدام المساواة والدفع بمزيد من البشر للتخلف أكثر عن ركب التنمية.
التحول تجاه السياسات الإقصائية والقائمة على الخوف يُعمِّق من الانقسامات المُجتمعية، ويُغذّي النزاعات وعدم الاستقرار؛ وتتسبب النزاعات العنيفة والكوارث الإنسانية في نزوح ملايين البشر بالقوة. في ظل عدم الاستقرار الاجتماعي والاقتصادي والسياسي على المستوى العالمي، فإن المساواة بين الجنسين ليست غير متحققة فحسب، ولكن حقوق المرأة تواجه مقاومة متجددة من مختلف أنواع التطرف. والمجال المدني ينكمش فيما يواجه المدافعون عن حقوق الإنسان الخاصة بالمرأة تهديدات بالملاحقة القضائية من كلٍ من الدولة والجهات الفاعلة غير الحكومية.
يتجلى انعدام المساواة بين الجنسين بوضوح في كل بعد من أبعاد التنمية المستدامة. وعندما لا تستطيع الأسر الوصول إلى الغذاء الكافي، في الغالب تكون النساء أول من يعاني من الجوع.  وفي حين أن الفتيات يعملن بشكل أفضل في المدارس والجامعات مقارنة بالفتيان، إلا أن هذا لم يُترجَم إلى مساواة بين الجنسين في سوق العمل. وتقف الفجوة في الأجور بين الجنسين عند 23 في المائة على الصعيد العالمي، و بدون اتخاذ إجراء حاسم سيستغرق الأمر 68 سنة أخرى لتحقيق المساواة في الأجور. وفي حين أن المرأة حققت وصولاً هامًا إلى المناصب السياسية في جميع أنحاء العالم، فإن تمثيلها في البرلمانات الوطنية بنسبة 23.7 في المائة لا يزال بعيداً عن المساوة. وعلاوة على ذلك، فإن المكاسب المحققة هشة في مواجهة التهديدات والهجمات التي تتعرض لها النساء السياسيات والناخبات، والتحرش الجنسي المستمر وإساءة المعاملة عبر شبكة الإنترنت. تعرضت واحدة من كل خمس نساء لعنف جسدي و/ أو جنسي من شريك حميم في غضون ال 12 شهرًا الأخيرة. إلا أن 49 بلدًا ليس لديها قوانين تحمي النساء بصفة خاصة من هذا النوع من العنف. وعلى الرغم من تزايد تواجدهن في الحياة العامة، لا تزال النساء تقوم بأعمال رعاية وأعمال منزلية غير مدفوعة الأجر أكثر بمقدار 2.6 مرة مما يقوم به الرجال. وتعد النساء والفتيات أيضًا المسئولات الرئيسيات عن جمع المياه والوقود الصلب في الأسر المعيشية التي لا تمتلك الوصول إلى مصدر مياه مُحسنّة وطاقة نظيفة في منازلها، مع ما لذلك من آثار صحية ضارة على صحتهن وسلامتهن.

### الاستفادة من القدرات التحويلية لخطة عام 2030
إن موافقة الدول الأعضاء في الأمم المتحدة على رؤية مشتركة لمستقبل مستدام يستند إلى التضامن العالمي وحقوق الإنسان يُعطي سببًا للتفاؤل الحذر. إذ يوفر تركيز خطة عام 2030 على الاستدامة والمساواة والسلام والتطور الإنساني، سردًا مضادًا للممارسات الحالية المتمثلة في الإقصاء والانقسام. وتتسم أهداف التنمية المستدامة بأهمية خاصة في الوقت الحالي، سواء خطة سياسية للتعاون الدولي أو كمجموعة من الأهداف المحددة والمحدودة بإطار زمني والتي تبرز الحاجة العاجلة للعمل المُنسَّق. ما الذي تتطلبه الاستفادة من إمكانياتها التحويلية وجعلها تعمل لصالح المساواة بين الجنسين وحقوق المرأة؟ وتتسم ثلاثة أبعاد من الأبعاد الشاملة لخطة عام 2030 بأهمية خاصة بالنسبة للتنفيذ المُراعي لاعتبارات النوع الاجتماعي: استناده إلى حقوق الإنسان ونظره إليها باعتبارها وحدة لا تتجزأ، وتطبيقه الشامل والتعهد بعدم استثناء أحد؛ وإمكانية أن يُثّل أداة لوضع الحكومات وأصحاب المصلحة موضع المساءلة.

### تصويب الفهم: عدم القابلية للتجزئة والروابط المشتركة واتباع نهج متكامل
في شتى أنحاء العالم، قطعت الحكومات تعهدات مُلزمة قانونًا باحترام حقوق الإنسان للمرأة وحمايتها وتحقيقها. وتستند خطة عام 2030 إلى هذه التعهدات، مُدركةً عدم قابلية الحقوق للانقسام واعتماد بعضها على بعض والروابط بين المساواة بين الجنسين وبين الأبعاد الثلاثة للتنمية المستدامة والحاجة لنهج تنفيذ متكامل. وسيكون الاحتفاظ بالتركيز على حقوق الإنسان أمرًا حاسمً في إبقاء أهداف التنمية المستدامة على المسار الصحيح أثناء تنفيذها وضمان استجابة وسائل تحقيقها لتجارب النساء والفتيات على أرض الواقع.
وفي حياة النساء والفتيات، تتشابك بشدة أبعاد مختلفة من الرفاه والحرمان: الفتاة التي تولد في أسرة معيشية فقيرة (الغاية 1.2) وتجُبر على الزواج المبكر (الغاية 5.3)، على سبيل المثال، في الأغلب تترك الدراسة (الغاية 4.1)، وتنجب في سن مبكرة (الغاية 3.7)، وتعاني من مضاعفات أثناء الولادة (الغاية 3.1) وتتعرض للعنف (الغاية 5.2) بالمقارنة بفتاة من أسرة معيشية ذات دخلٍ أعلى تتزوج في سن لاحق. وفي نهاية سلسلة الأحداث هذه، فإن الفتاة التي تولد تحت مظلة الفقر لا تكاد تتاح لها فرصة للخروج من تحتها. وفي أثناء التنفيذ، يجب أن يهدف صانعو السياسات لكسر هذه الدائرة المفرغة والاستجابة لتجارب الإقصاء والحرمان المترابطة عن طريق توفير استجابات متكاملة: والمرأة التي تترك علاقة مسيئة، على سبيل المثال، تحتاج إلى الوصول للعدالة (الغاية 16.3) بالإضافة إلى احتياجها لمكانٍ آمن للعيش (الغاية 11.1) والرعاية الصحية (الغاية 3.8) والعمل اللائق (الغاية 8.5) حتى يمكنها الحفاظ على مستوى معيشة مناسب لنفسها ولأي أشخاص قد تعولهم.
ويعني هذا أنه على الرغم من أن تحقيق هدف التنمية المستدامة رقم 5 سوف يكون أمرًا بالغ الأهمية، إلا أنه لا يمكن أن يمثل موضع التركيز الوحيد لأعمال التنفيذ والرصد والمساءلة المراعية لاعتبارات النوع الاجتماعي. وقد يُقوَّض التقدم المُحرز في بعض الجبهات بفعل التراجع أو الركود في جبهاتٍ أخرى، وقد تُفقد أوجه التآزر إذا أعطيت الأسبقية لنُهُج التنفيذ المنعزلة بدلاً من الاستراتيجيات المتكاملة متعددة القطاعات. ولهذا السبب ناضل مناصرو حقوق المرأة بشدة لتحقيق هدف المساواة بين الجنسين المستقل بذاته، بالإضافة إلى دمج المساواة بين الجنسين عبر الأهداف والغايات الأخرى، وجذب الاهتمام لمنظور النوع الاجتماعي للفقر والجوع والصحة والتعليم والمياه والصرف الصحي والتوظيف وتغير المناخ وتدهور البيئة والتوسع الحضري والنزاع والسلام والتمويل من أجل التنمية. ويتَّبِع التقرير نفس الأساس المنطقي، أثناء نظره للتقدم المُحرَز والفجوات والتحديات في مجال المساواة بين الجنسين عبر خطة عام 2030 بأكملها.